# جاگانگ (تبت)
جاگانگ (به لاتین: Jaggang) یک منطقهٔ مسکونی در جمهوری خلق چین است که در منطقه خودمختار تبت واقع شده‌است. جاگانگ ۴٬۵۲۳ متر بالاتر از سطح دریا واقع شده‌است.